# Химна Аргентине
Чујте, Смртници! (шп. Oid, Mortales) је национална химна Аргентине (Himno Nacional Argentino). 
Текст за песму је написао Висенте Лопез (Vicente López y Planes), док је музику компоновао Блас Парера (Blas Parera). Песма је усвојена као национална химна Аргентине 11. маја 1813. године, три дана пре добијања формалне независности од Шпаније. Стога је 11. мај Дан химне у Аргентини.
24. маја 1812. године, Висенте Лопез је одгледао представу, изведену у Кући комедије (Casa de la Comedia) у Буенос Ајресу, под називом 25. Мај (El 25 de Mayo), која заправо говори о Мајској Револуцији, која се десила две године раније. Представа, коју је написао Амбросио Моранте, се завршава химном коју певају глумци. То је инспирисало Лопеза да исте ноћи напише прву верзију химне која ће заменити Морантеову, и за коју је касније музику написао Блас Парера.
Тадашња аутономна Влада одобрава нову химну 11. маја 1813. године као Патриотски марш (Marcha Patriótica), и захтева од Парере да компонује музику. Неки аутори кажу да је Парера прихватио понуду, али да након доста дана није показао никакве резултате. С обзиром да текст химне има отворен непријатељски став према Шпанији, а и сам Шпанац, Парера напокон одбија понуду, плашећи се реакције краља. Након тога, власти га хапсе и приморавају да компонује под претњом смрћу. Исте ноћи завршава музику, једноставним копирањем музике за позоришну представу коју је он сам и био написао. Бива пуштен из затвора и нешто касније заувек напушта земљу, живећи дуго у Рио де Женеиру, а касније у Шпанији где је и преминуо.
Коначна верзија песме је први пут изведена 14. маја 1813. године у кући аристократе Марките Санчез де Томпсон (Mariquita Sánchez de Thompson), а презентована јавности 25. маја исте године. Тада је химна носила назив Национална Патриотска Песма (Canción Patriótica Nacional), а касније само Патриотска Песма (Canción Patriótica), да би 1847. године била преименована у Националну Химну Аргентине (Himno Nacional Argentino) и тај назив се задржао и до данас.
У завршној верзији Химне Маја (како ју је Лопез назвао) је наглашено да приказана политичка визија није само аргентинска, већ читаве Латинске Америке. Текст је изразито индипендистички и антишпански, јер се у то време земља борила за независност и одвајање од Шпаније. Химна је 1860. године претрпела модификацију, по препоруци музичара Хуан Пабла Еснаола (Juan Pablo Esnaola) који је песму у оркестарком и хармонисјком смислу обогатио.
Током 19. века химна је певана у целини. Међутим, после извесног времена када се у народу изгубио непријатељски став према Шпанији, а и када је у земљу дошло до уплива великог броја шпанских имиграната, химна је модификована декретом председника Рокоа 30. марта 1900. године. Декрет је гласио: 
,, Без измена текста националне химне, у песми се налазе строфе које јасно описују концепт да нације своје химне повезују са мирним временима, као и ради усклађивања са спокојом и поносом хиљаде Шпанаца који живе са нама, такве строфе могу и морају бити изведене на јавним скуповима, ради поштовања традиције и закона неагресивности, Председник Републике издаје следећи декрет:
На званичним и јавним скуповима, као и у школама, ће бити певани само прва и последња строфа и рефрен Националне Химне одобрене од Аутономне Владе 11. маја 1813. године." 
На овај начин је текст химне који је садржао видљиво непријатељски став према Шпанији промењен. 
2. августа 1924. године још једна извршна резолуција, потекла и руковођена из Владе, забранила је да музика коју је компоновао Парера, а касније допунио Еснаол, и која се свира на јавним местима, буде музички мењана, што је до тада постало доста учестало. 
По аргентинском закону извођење химне је обавезно током званичних догађаја, а од присутних се очекује да устану и певају песму; радио станице пустају химну у поноћ, док ТВ програми то раде пре завршетка свог дневног програма; током националних празника, обавезно је извођење химне у поноћ и подне. 
Рок музичар Чарли Гарсиа (Charly García) је прекршио дугу традицију поштовања химне, када је ставио препевану верзију Националне химне на свој албум Filosofía barata y zapatos de goma (Јефтина филозофија и гумене ципеле) из 1990. године. Многи Аргентински музичари су 1998. године препевавали химну и друге патриотске песме на заједничком албуму El Grito Sagrado (Свети врисак). 

## Стихови - модерна верзија
Модерна верзија усвојена 1990. године, без видљивог непријатељског става према Шпанији:
| Стихови на шпанском | Превод на српски |
| Oíd, mortales, el grito sagrado: "¡Libertad, libertad, libertad!" Oíd el ruido de rotas cadenas, ved en trono a la noble igualdad. Ya su trono dignísimo abrieron las Provincias Unidas del Sud y los libres del mundo responden: "Al gran pueblo argentino, ¡salud! Al gran pueblo argentino, ¡salud!" Y los libres del mundo responden: "Al gran pueblo argentino, ¡salud!" | Смртници, чујте свети плач: ,, Слобода, слобода, слобода!" Чујте звукове поломљених ланаца, Видите устоличену пламениту једнакост. Уједињени предели југа су изложили сада свој часни трон. А слободни људи света одговарају: ,, За славне људе Аргентине, Живели!" А слободни људи света одговарају: ,, За славне људе Аргентине, Живели!" |
| Estribillo Sean eternos los laureles que supimos conseguir, que supimos conseguir. Coronados de gloria vivamos... ¡o juremos con gloria morir!, ¡o juremos con gloria morir! | Рефрен Може ловор бити вечан, Онда смо знали како да победимо, Онда смо знали како да победимо. Пустите нас да живимо овенчани славом... Или закуните нас да умремо славно! |

## Стихови - оригинална верзија
Оригинална верзија, Патриотски марш (Marcha Patriótica):
| Стихови на шпанском | Превод на српски |
| Oíd, mortales, el grito sagrado: Libertad, libertad, libertad. Oíd el ruido de rotas cadenas, Ved en trono a la noble igualdad. Se levanta a la faz de la Tierra una nueva y gloriosa Nación, coronada su sien de laureles, y a sus plantas rendido un león.            | Смртници, чујте свети плач: Слобода, слобода, слобода! Чујте звукове поломљених ланаца, Видите устоличену пламениту једнакост. Уздигнути до Земаљских висина, Нова и поносна нација, Са главом крунисаном ловором, И са лавом на ногама.                                       |
| Coro Sean eternos los laureles, que supimos conseguir. Coronados de gloria vivamos... o juremos con gloria morir. | Рефрен Може ловор бити вечан, Онда смо знали како да победимо. Пустите нас да живимо овенчани славом... Или закуните нас да умремо славно! |
| De los nuevos campeones los rostros Marte mismo parece animar la grandeza se anida en sus pechos: a su marcha todo hacen temblar. Se conmueven del Inca las tumbas, y en sus huesos revive el ardor, lo que va renovando a sus hijos de la Patria el antiguo esplendor. | На лицима нових шампиона Изгледа као да их сам Марс поздравља Понос се усадио у њихова тела: А њихов ход изазива стрепњу. Мртве Инка се тресу, А у њиховим костима ватреност се враћа Са којом хоће да обнове своју децу у старој отаџбини.                                    |
| Pero sierras y muros se sienten retumbar con horrible fragor: todo el país se conturba por gritos de venganza, de guerra y furor. En los fieros tiranos la envidia escupió su pestífera hiel; su estandarte sangriento levantan provocando a la lid más cruel.          | Планине се ређају, а зидови осећају Призвук са ужасном галамом: Цела земља плаче За осветом, ратом и бесом. У страственој тиранској зависти Пркоси љутином; Њихови крвави стандарди Изазивају најокрутније битке.                                                              |
| ¿No los véis sobre México y Quito arrojarse con saña tenaz y cuál lloran, bañados en sangre, Potosí, Cochabamba y La Paz? ¿No los véis sobre el triste Caracas luto y llantos y muerte esparcir? ¿No los véis devorando cual fieras todo pueblo que logran rendir?      | Зар их не видиш преко Мексика и Китоа Распростирући се са отпорном злобом? А они што плачу, ваљају се у крви, У Потоси, Кочабамби и Ла Пазу? Зар их не видиш преко Каракаса Како шире тугу и плач? Зар их не видиш пожудне као дивље животиње И све људе које су они покорили? |
| A vosotros se atreve, argentinos, el orgullo del vil invasor; vuestros campos ya pisa contando tantas glorias hollar vencedor. Más los bravos, que unidos juraron su feliz libertad sostener, a estos tigres sedientos de sangre fuertes pechos sabrán oponer.          | То тебе изазива, Аргентинци, Понос злог освајача; Твоја поља се газе, препричавајући Много славих победника. Али храбри који ујединише заклетве Њихова раздрагана слобода помаже, Да они тигрови који су крви жедни Бићу заустављени од храбрих груди.                         |
| El valiente argentino a las armas corre ardiendo con brío y valor, el clarín de la guerra, cual trueno, en los campos del Sud resonó. Buenos Ayres se opone a la frente de los pueblos de la ínclita unión, y con brazos robustos desgarran al ibérico altivo león.     | Храбра Аргентинска рука Трчи са одлучношћу и храброшћу, И позива у рат као муња, У пољу звука и призвука. Буенос Ајрес се успротивио, И предводи људе као славној Унији, И са снажним оружјем они раскидају Иберијског арогантног лава.                                        |
| San José, San Lorenzo, Suipacha, ambas Piedras, Salta y Tucumán, La Colonia y las mismas murallas del tirano en la Banda Oriental. Son letreros eternos que dicen: aquí el brazo argentino triunfó, aquí el fiero opresor de la Patria su cerviz orgullosa dobló.       | Сан Хозе, Сан Лоренсо, Суипача, Оба Пиедраса, Салта и Тукуман, Ла Колонија и остала утврђења Тиранска у Банда Оријенталу. Она су вечна утврђења, она кажу: Овде Аргентинска рука тражи тријумф, Овде дивљи освајач отаџбине губи свој понос у врату.                           |
| La victoria al guerrero argentino con sus alas brillante cubrió, y azorado a su vista el tirano con infamia a la fuga se dio. Sus banderas, sus armas se rinden por trofeos a la libertad, y sobre alas de gloria alza el pueblo trono digno a su gran majestad.        | Победа аргентинског војника Прекривена његовим бриљантним крилима, Осрамотила је тиранина И натерала у срамно бекство. Његове заставе и његово оружје Као ратни трофеј слободе, А изнад крила славе Људи уздижу вредни трон љиховог славног величанства.                       |
| Desde un polo hasta el otro resuena de la fama el sonoro clarín, y de América el nombre enseñando les repite: "¡Mortales, oíd!: ya su trono dignísimo abrieron las Provincias Unidas del Sud". Y los libres del mundo responden: "Al gran pueblo argentino, ¡salud!     | Од дувачког коца до осталих звукова Слава надменог трубача, И име Амрике се појављује Они понављају „ Мртви чујте: Уједињени предели југа су изложили сада свој часни трон“. А слободни људи света одговарају: ,, За славне људе Аргентине, Живели!"                           |
| Sean eternos los laureles que supimos conseguir. Coronados de gloria vivamos... ¡o juremos con gloria morir! | Може ловор бити вечан, Онда смо знали како да победимо. Пустите нас да живимо овенчани славом... Или закуните нас да умремо славно! |